# Слепой ствол
Слепой шахтный ствол — вертикальная или наклонная (с углом наклона к горизонтали свыше 30°) горная выработка, не имеющая выхода на поверхность и предназначенная для транспортировки полезных ископаемых, людей, грузов с нижележащих горизонтов на более высокие. Так же по ним осуществляют проветривание шахт и водоотлив.
Различают два типа слепых стволов: разведочные и эксплуатационные. Разведочные слепые стволы пробивают с действующих горизонтов для разведки и вскрытия нижележащих залеганий горных пород. Эксплуатационные слепые стволы предназначены для осуществления основных производственных горнодобывающих процессов: транспортировка добываемой породы, оборудования, персонала: выезд горнодобывающих самоходных машин своим ходом на поверхность и вспомогательных: очистных работ, вентиляции, энергоснабжения, водоотлива.
Основные и вспомогательные стволы имеют различный по продолжительности срок службы. Стволы с небольшим сечением, глубиной и сроком службы (1—2 года) придают сечение прямоугольной формы, фиксируют деревянными крепями. При большой глубине шахты и длительном (более 2 лет) сроке эксплуатации слепые стволы делают круглой формы поперечного сечения; крепь уже применяется из бетона, железобетона, кирпича и каменных блоков. 
Эксплуатационные стволы преимущественно размещаются в центре шахтного поля, а вспомогательные стволы могут иметь центральное, центрально-отнесённое или фланговое расположение. 
До середины XX века слепой шахтный ствол, для спуска и подъёма грузов, именовали гезенком. 